# Sauge
Sauge es una comuna suiza del cantón de Berna, situada en el distrito administrativo del Jura bernés. Limita al oeste y norte con la comuna de Péry-La Heutte, al este con Romont, al sur con Pieterlen, y Biel/Bienne, y al suroeste con Orvin.
La comuna es el resultado de la fusión el 1 de enero de 2015 de las antiguas comunas de Vauffelin y Plagne.

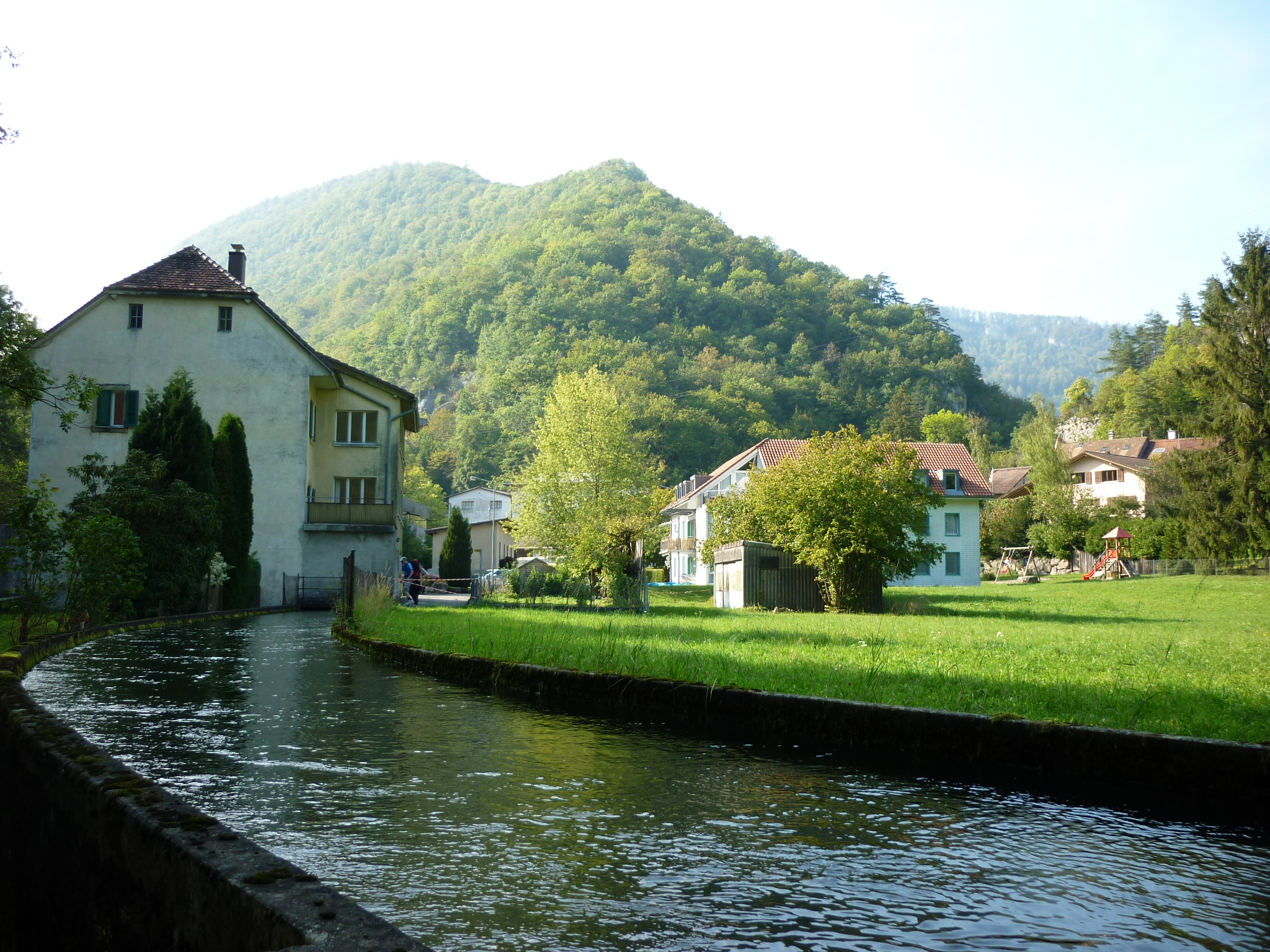
Vista de Frinvilier, localidad de Sauge.